# Гельнгаузен
Гельнгаузен (нім. Gelnhausen) — місто в Німеччині, знаходиться в землі Гессен. Підпорядковується адміністративному округу Дармштадт. Адміністративний центр району Майн-Кінціг.
Площа — 45,18 км2. Населення становить 23 208 ос. (станом на 31 грудня 2020).

## Уродженці
- Тамера Маурі (* 1978) — американська акторка й телеведуча.